# ロクリアン正岡
ロクリアン正岡（ロクリアンまさおか、1945年12月4日 - ）は、鹿児島県生まれ。日本の現代音楽の作曲家。本名は正岡泰千代（まさおか やすちよ）であり、ロクリア旋法（Locrian mode…ロ音を基音とする旋法）による作曲をライフワークと定める前までは本名で活動していた。

## 略歴

### 第一期
東京藝術大学音楽学部作曲科では三善晃、矢代秋雄、松村禎三に師事。6年間ドイツのベルリン芸術大学作曲科に在籍後卒業。イサン・ユンに師事する。1985年に帰国してから放送大学などに頻繁に通い、哲学研究会などを作り思索を深め、同僚の作曲家たちと録音や楽譜を交換しあって交流を深める。幼児へのピアノ教師をしながら、フリーの作曲家として活動を続ける。更に国際作曲コンクールにも入賞。自作の出版にも労を尽くす。
その後は「カンバス・コンサート」等を主催して、画家としての作品を音楽と一緒に発表する。日本音楽舞踊会議では若き日の嶋津武仁と同じように、電子音楽によるバレエ音楽も何回か発表した。
作風は人柄を反映してロベルト・シューマンやベルント・アロイス・ツィンマーマン、フォルカー・ハインのように狂気を伏せ持ちつつ、芸術的に完璧な作品を志向した作風である。極度に演奏が難解なものも多く、弦楽六重奏曲「マックス・エルンストへのオマージュ」（指揮者を必要とする）や九重奏曲「ピタゴラス夫人の為の三面鏡 II」、自作自演で初演した「無伴奏人体ソナタ」などが有名である。「無伴奏人体ソナタ」は音楽に内在する狂気を即興的パフォーマンスを中心として引き出すものであるが、マウリッシオ・カーゲルとの近親性も見られる。

### 第二期
ロクリア旋法を作曲の主眼においていく時期である。従来のロクリア旋法と、独自に派生させた黒ロクリア旋法を巧みに使い、独特な書法を多用するようになった。自費で出した3枚のCDの作品集がそれにあたる。これは比較的規模の大きな作品「恩寵の時」を書くときでも、ピアノ独奏を書くときでも方法論はほぼ同じである。
もともと奇妙なプログラム・ノートがさらに奇妙になるのもこのころからであり、読みようによっては高度に計算されたギャグとも解する事ができるが、一種の詩的表現である（実際に駄洒落的な表現も散見される。ロクリア旋法を説明する際の「死・歯・思・・私・・・」など）。これを近年の三輪眞弘のノートの書き方と比較する者もいるが、正岡の独特な思想を詩的に反映したものであり、まったく別種と考えられる。作曲者の独特な性格や、時事ネタを駄洒落的にもじった楽曲タイトルなど、作品そのものの完成度や芸術性が高いのに、作品の価値を低くとらえられてしまうことが多々あるのは残念なことである。